# Finansiell balans
Finansiell balans är ett mått som används inom nationalräkenskaper och makroekonomi. Den finansiella balansen visar transaktioner i form förändringar av tillgångar och skulder gentemot omvärlden och består av direkta investeringar, portföljinvesteringar, finansiella derivat, övriga investeringar och valutareserv. Finansiell balans är en del av betalningsbalansen.